# Xenon-tetrafluorid
| Xenon-tetrafluorid                                                                                              |                             |
| XeF4 kristályok, 1962.                                                                                          |                             |
| \| \| \| |                             |
| IUPAC-név | xenon-tetrafluorid          |
| Kémiai azonosítók                                                                                               |                             |
| CAS-szám | 13709-61-0                  |
| PubChem | 123324                      |
| ChemSpider | 109927                      |
| EINECS-szám | 237-260-1                   |
| SMILES | F[Xe](F)(F)F                |
| InChIKey | RPSSQXXJRBEGEE-UHFFFAOYSA-N |
| UNII | O825AI8P4W                  |
| Kémiai és fizikai tulajdonságok                                                                                 |                             |
| Kémiai képlet                                                                                                   | XeF4                        |
| Moláris tömeg                                                                                                   | 207,2836 g mol−1            |
| Megjelenés | fehér, szilárd              |
| Sűrűség | 4,040 g cm−3, szilárd       |
| Olvadáspont | 117 °C (390 K)              |
| Kristályszerkezet                                                                                               |                             |
| Koordinációs geometria                                                                                          | D4h                         |
| Molekulaforma                                                                                                   | síknégyzetes                |
| Dipólusmomentum                                                                                                 | 0 D                         |
| Termokémia |                             |
| Std. képződési entalpia ΔfHo298                                                                                 | −284 kJ/mol                 |
| Ha másként nem jelöljük, az adatok az anyag standardállapotára (100 kPa) és 25 °C-os hőmérsékletre vonatkoznak. |                             |
| |                             |

A xenon-tetrafluorid, képlete XeF4, a xenonból és a fluorból származtatott nemesgázvegyület. Ez volt az elsőként felfedezett vegyület, ami csak egy nemesgázt és egyetlen más kémiai elemet tartalmazott.
A molekula szerkezetét 1963-ban NMR spektroszkóppal és röntgensugaras kristályszerkezeti vizsgálattal határozták meg. Ahogy azt a neutrondiffrakciós vizsgálatok kimutatták, és a vegyértékelektronpár-taszítási elmélet is alátámasztotta, a molekula síknégyzetes elrendezésű. A molekula síkja felett és alatt két magányos elektronpár van.
A xenon-tetrafluorid színtelen kristályokat alkot, 115,7 °C-on szublimál.
A xenon-fluoridok szobahőmérsékleten exergonikusak és stabilak. A vízzel könnyen reakcióba lépnek, még a levegőből is kivonják a vizet, ezért vízmentes körülmények között kell tárolni őket.

## Előállítása
A xenon-tetrafluoridot úgy lehet előállítani, hogy nikkel tárolóedényben xenon és fluor 1:3 arányú keverékét 400°C-ra melegítik. Valamennyi xenon-hexafluorid is keletkezik, annál több, minél nagyobb a fluor koncentrációja.
Xe + 2 F2 → XeF4 + 251 kJ

## Kémiai jellemzők
A xenon-tetrafluorid víz hatására elemi xenon, oxigén, hidrogén-fluorid és vizes xenon-trioxid keletkezése közben hidrolizál.
Tetrametilammónium-fluoriddal reagálva tetrametilammónium-pentafluorxenátot képez, amelyben pentagonális XeF−5-anion található.
Ezen felül oxidálhatja a bizmut-pentafluoridot (BiF5) is, aminek következtében XeF+3-kation alakul ki:
BiF5 + XeF4 → XeF+3BiF−6
A XeF+3 kationt NMR spektroszkópiával a [XeF+3][Sb2F−11] sóban is azonosították.
400°C-on a XeF4 a xenongázzal reakcióba lép, és xenon-difluorid (XeF2) keletkezik.
Platinával való reakciója során platina-tetrafluorid és xenon gáz képződik.

## Alkalmazási területei
A xenon-tetrafluorid a szilikongumit roncsolja, ezért nyomnyi fémszennyezések vizsgálatára alkalmazzák. A szilikonmátrixszal reakcióba lépve egyszerű gáz-halmazállapotú termékek keletkeznek, s a fémszennyezéseket tartalmazó anyag marad vissza.

## Fordítás
- Ez a szócikk részben vagy egészben a Xenon tetrafluoride című angol Wikipédia-szócikk ezen változatának fordításán alapul.  Az eredeti cikk szerkesztőit annak laptörténete sorolja fel. Ez a jelzés csupán a megfogalmazás eredetét és a szerzői jogokat jelzi, nem szolgál a cikkben szereplő információk forrásmegjelöléseként.

## Külső hivatkozások
- WebBook page for XeF4 Archiválva 2020. október 24-i dátummal a Wayback Machine-ben